# Saidjahus altimontis
Saidjahus altimontis is een pissebed uit de familie Eubelidae. De wetenschappelijke naam van de soort is voor het eerst geldig gepubliceerd in 1936 door Jackson.